# إيدا شوماخر
إيدا شوماخر (بالألمانية: Ida Schumacher) (و. 1894 – 1956 م) هي ممثلة مسرحية، وممثلة أفلام ألمانية، ولدت في أرنستورف، توفيت في جاوتينغ، عن عمر يناهز 62 عاماً.

## روابط خارجية
- إيدا شوماخر على موقع ميوزك برينز (الإنجليزية)
- إيدا شوماخر على موقع ديسكوغز (الإنجليزية)